# Domícia Lèpida
Domícia Lèpida (en llatí Domitia Lepida) va ser una dama romana. Era filla de Luci Domici Aenobarb i d'Antònia Major. Era germana de Gneu Domici Aenobarb i tia de l'emperador Neró.
Es va casar amb Marc Valeri Messal·la Barbat Messal·lí, amb el que va tenir a Valèria Messal·lina, l'esposa de l'emperador Claudi. Es va tornar a casal amb Faust Corneli Sul·la, amb el que va tenir un fill, Faust Corneli Sul·la, cònsol l'any 52. I encara, a petició de Claudi, es va casar per tercera vegada amb Appi Juni Silà.
Va tenir una forta rivalitat per qüestions d'enveja i vanitat amb Agripina, la mare de Neró, que finalment va convèncer el seu fill per fer-la executar l'any 55.